# Neuchâtel
Neuchâtel (literalmente em francês Novo Castelo) é a capital do cantão suíço homônimo. Está localizada às margem do lago de Neuchâtel e tem cerca de 31 mil habitantes (2002).
Mesmo sendo uma cidade francófona, Neuchâtel também é conhecida por seu nome em alemão Neuenburg, de mesmo significado, legado pela dominação prussiana que durou até 1848.
A comuna de Neuchâtel está situada numa colina de 430 metros de altitude sobre o nível do mar e tem uma área de 18,05 km².
Situada a noroeste do lago homônimo, fica a poucos quilômetros a leste de Peseux e a oeste de Saint-Blaise.
Neuchâtel é bastante conhecida por seus fabricantes de relógios e pela variedade típica do fondue (fondue Neuchâteloise).

Suas principais atividades econômicas atualmente são o turismo, fabrico de charutos, vinhedos e várias empresas de alta-tecnologia. Neuchâtel sedia uma pequena mas ativa universidade, bem como o "Centro Suíço de Eletrônica e Microtecnologia" (CSEM).

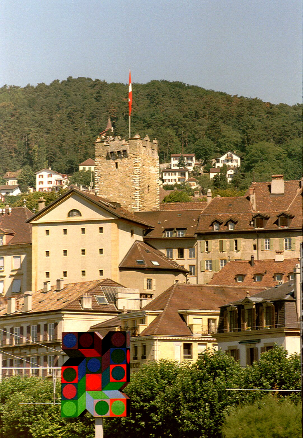
A Torre da Velha Prisão, atração turística local

Apesar de sua população relativamente pequena, Neuchâtel tem vários e excelentes museus, especialmente o Latenium - um museu de arqueologia que retrata os tempos pré-históricos da região e de Hauterive. Há, ainda, o "Homens" (museu etnográfico), um museu artístico e histórico, onde é possível encontrar-se um dos primeiros robôs feitos pelo homem, o "Jaquet-Droz" (datado de entre 1770 a 1774), o museu de História Natural e um teatro recente e muito ativo.
Seu filho mais conhecido é o biólogo e psicólogo Jean Piaget. Robert Miles e Marcel Junod também nasceram em Neuchâtel. Friedrich Dürrenmatt viveu em Neuchâtel durante trinta anos de sua vida.

## História

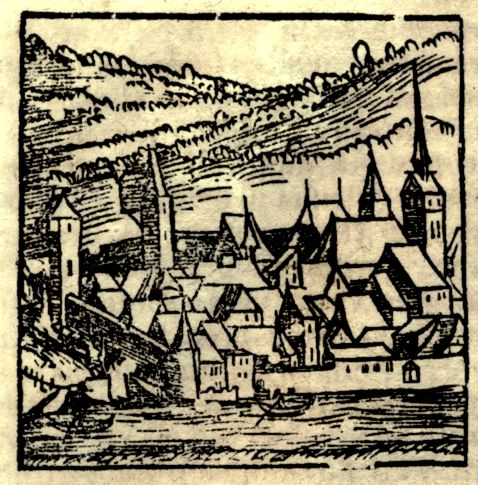
Ilustração da velha Neuchâtel

O nome de Neuchâtel aparece pela primeira vez em 1011 num acto de dotação de Rodolfo III da Borgonha, mas os vestígios arqueológicos encontrados mas margens do Lago de Neuchâtel mostram que o homem já por lá andava na pré-história.
No segundo milénio a história deste local está intimamente ligado ao da Europa. O território pertenceu sucessivamente aos Borguinhões e aos Prussianos. Em 1815, ainda suserano do Rei da Prússia, os Neuchâtelois juntam-se à Confederação Suíça e obtêm finalmente a sua independência depois da Revolução de 1848.

## Pré-história
Entre -70 000 et -35 000, foram encontrados traços da presença do homem em duas grutas do cantão, Cotencher e Plaints. Em 1926 num abrigo, no Locle, foram descobertos objectos que deram lugar a escavações.
As bermas do lago foram colonizadas desde -1 000 como o provam as aldeias sobre pilotis. Foi feita uma reconstituição de uma cabana sobre pilotis, de 7, 50 m altura, com uma superfície de 60 m2 para a qual foi necessário abater mais de 160 árvores.
No sítio "La Tène", durante uma grande correcção hidráulica no Jura, foram feitas descobertas do período de cerca de -450 a cerca de -15 que são de tal importância que o termo define hoje um período da Idade do ferro.

## Antiguidade
Foram descobertos alguns sítios do período romano, chamado "helvéto-romano" porque os dois povos se encontraram aqui no mesmo período. Mesmo se na zona não há grandes construções, na suíça os romanos construíram colónias militares como o demonstra as arenas de Avenches, Martigny a Romana ou Colônia Júlia Equestre em Nyon, entre outras. A Vy d'Etraz é uma via romana que atravessava toda a Suíça de Este em Oeste e ligava Genebra a Augusta Ráurica no cantão de Argóvia.

## Idade Média
Sabe-se que em 998, os monges de Cluny fundaram a abadia de Bevaix, e por essa época assiste-se à criação da cidade de Neuchâtel como o prova um acto de dotação de Rodolfo III da Borgonha à sua mulher em 1011. Dessa maneira o território cantonal fica assim vassalo dos Borguinhões e isso até 1032, data da morte do rei borguinão Rodolfo III. Em 1034 a cidade é cercada pelo conde Eudes II de Blois e de Champanhe para tentar recuperar o reino de Rodolfo III.
Na versão Fr encontra-se uma transcrição completa de um acto de "franchise" - privilégio dado por um soberano a uma localidade - em 1214  Franchises de Neuchâtel

## Condados

### Casa de Neuchâtel

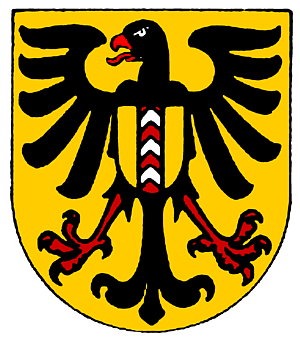
Brasão de armas de Neuchâtel

Orléans-Longueville

A casa de Neuchâtel teve três brasões desde 1153 e o actual, que é o da cidade, já era utilizado  por Luís I de Newchâtel para os actos públicos ou de justiça.
- 1034-1070 : Ulrich Ier de Neuchâtel
- 1070-1099 : Rodolfo Ier de Neuchâtel
- 1099-1132 : Ulrich II de Neuchâtel
- 1132-1164 : Rodolfo II de Neuchâtel
- 1164-1209 : Ulrich III de Neuchâtel
- 1209-1213 : Rodolfo III de Neuchâtel
- 1213-1260 : Berthold Ier de Neuchâtel
- 1260-1270 : Rodolfo IV de Neuchâtel
- 1270-1286 : Amadeu Ier de Neuchâtel
- 1286-1325 : Rodolfo V de Neuchâtel
- 1325-1373 : Luís Ier de Neuchâtel
- 1373-1395 : Isabel de Neuchâtel

### Fribourg-en-Brisgau
- 1395 à 1424 : Conrad IV de Furstemberg (Fribourg)
- 1424 à 1457 : Jean de Furstemberg

### Bade-Sausenberg
A Casa de Bade que é um ramo genealógico da Casa de Zähringen - de Bade-Sausenberg, dita "de Hocheberg" - reinou sobre o condado de Neuchâtel de 1458 a 1503. Rodolphe de Hochberg, da casa de Bade, e Louis de Châlon, principe de Orange, dito Louis o bom, disputaram-se a autoridade sobre o condado de Neuchâtel, depois da morte de Jean de Furstemberg. O filho de Rodolfo, que se casou com Maria de Sabóia, sobrinha de Luís XI, é o príncipe mais rico de  Neuchâtel. Toma posse do condado em 1487. O condado extingue-se por falta de descendente masculino, pois que só tiveram uma filha,  Joana de Hochberg, que se casará com Luís de Orléans
- 1458-1487 : Rodolphe de Hochberg.
- 1487-1503 : Philippe de Hochberg.